# Julius Petersen (Literaturwissenschaftler)

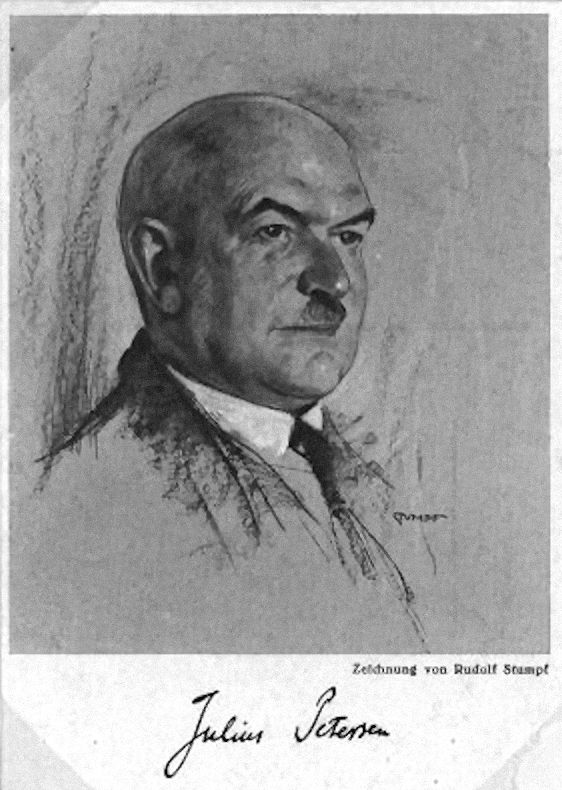
Julius Petersen

Julius Petersen (* 5. November 1878 in Straßburg, Reichsland Elsass-Lothringen; † 22. August 1941 in Murnau am Staffelsee, Oberbayern) war ein deutscher Literaturwissenschaftler.

## Leben
Julius Petersen ist der Sohn des Reichstagsabgeordneten und Reichsgerichtsrates Julius Petersen. Er besuchte die Nikolaischule in Leipzig, an der er 1897 die Abiturprüfung bestand. An der Universität Lausanne und der Ludwig-Maximilians-Universität begann er Deutsche Philologie, Kunstgeschichte und Philosophie zu studieren. 1898 wurde er im Corps Suevia München recipiert. Als Inaktiver wechselte er an die Universität Leipzig und die Friedrich-Wilhelms-Universität zu Berlin. Zu seinen Lehrern gehörten Albert Köster, Wilhelm Dilthey, Erich Schmidt und Heinrich Wölfflin. Mit einer Doktorarbeit  bei Gustav Roethe wurde er 1903 in Berlin zum Dr. phil. promoviert. 1909 habilitierte er sich bei Hermann Paul in München. Er war zwei Jahre Privatdozent und erhielt 1911 ein Extraordinariat für Germanische Philologie. 1912 wechselte er an die Yale University in New Haven und von dort im August desselben Jahres an die Universität Basel. 1914/15 war er Professor für Neuere deutsche Sprache und Literatur an der neuen Johann Wolfgang Goethe-Universität Frankfurt am Main. Nach dem Ersten Weltkrieg kehrte er 1920 an die Universität Berlin zurück, wo er die Nachfolge von Erich Schmidt als Professor für Neuere Deutsche Literaturgeschichte antrat. 1920 bis 1933 war Petersen Kodirektor, 1933 bis zu seinem Tod 1941 Direktor des Germanischen Seminars. Ab 1923 leitete er mit Max Herrmann, ab 1933 allein das neu gegründete Theaterwissenschaftliche Institut. Vortragsreisen führten ihn nach Portugal (1927), Nordamerika (1933), England und Estland (1935).
Petersen war einer der einflussreichsten Germanisten der Zwischenkriegszeit. Er war maßgeblich an der Gleichschaltung seiner Disziplin mit der Ideologie des Nationalsozialismus beteiligt. Seit 1934 war er Herausgeber der Zeitschrift Euphorion, in der er 1934 in seinem Aufsatz Die Sehnsucht nach dem Dritten Reich in deutscher Sage und Dichtung schrieb: „Der Glaube an die gottgewollte Sendung eines Heilsbringers und Führers zum Guten wird religiöse Gewißheit“.
Von 1926 bis 1938 war er Präsident der Goethe-Gesellschaft.  Julius Petersen hielt am 27. August 1935 die Ansprache zur Feier des fünfzigjährigen Bestehens der Goethe-Gesellschaft und behauptete dort, Goethes 'vaterländisches Fühlen' entspräche nicht der beschaulichen Betrachtung, sondern der tätigen Selbstbestimmung, Reinhaltung des eigenen Wesens, Selbstbehauptung und dem strebenden Bemühen der Selbstwerdung" und somit der Ideologie des Dritten Reiches. 1922 wurde er als ordentliches Mitglied in die Preußische Akademie der Wissenschaften aufgenommen. Seit 1927 war er korrespondierendes Mitglied der Bayerischen Akademie der Wissenschaften.

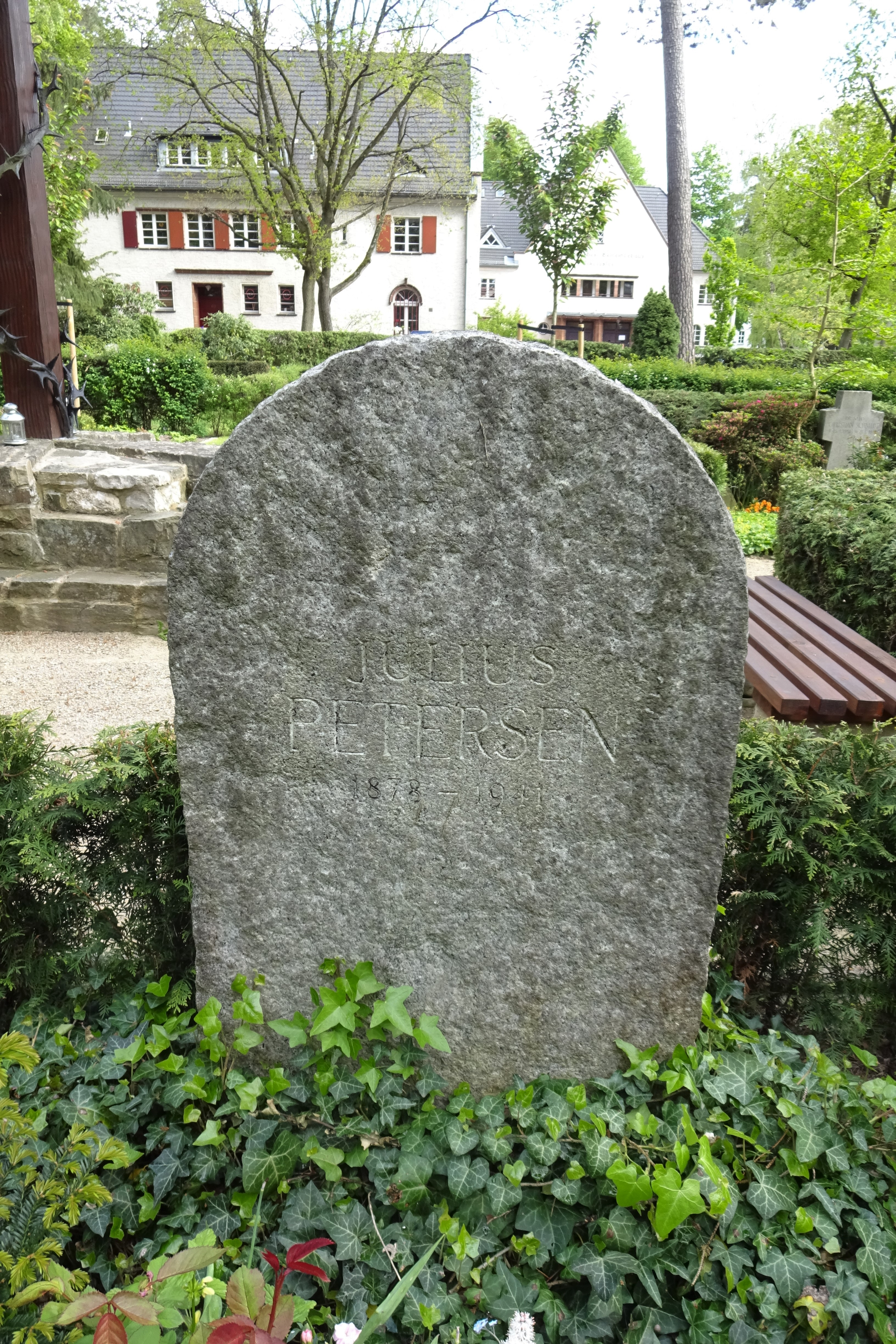
Grabstätte

Er ist auf dem Evangelischen Kirchhof Nikolassee bestattet.

## Wissenschaft

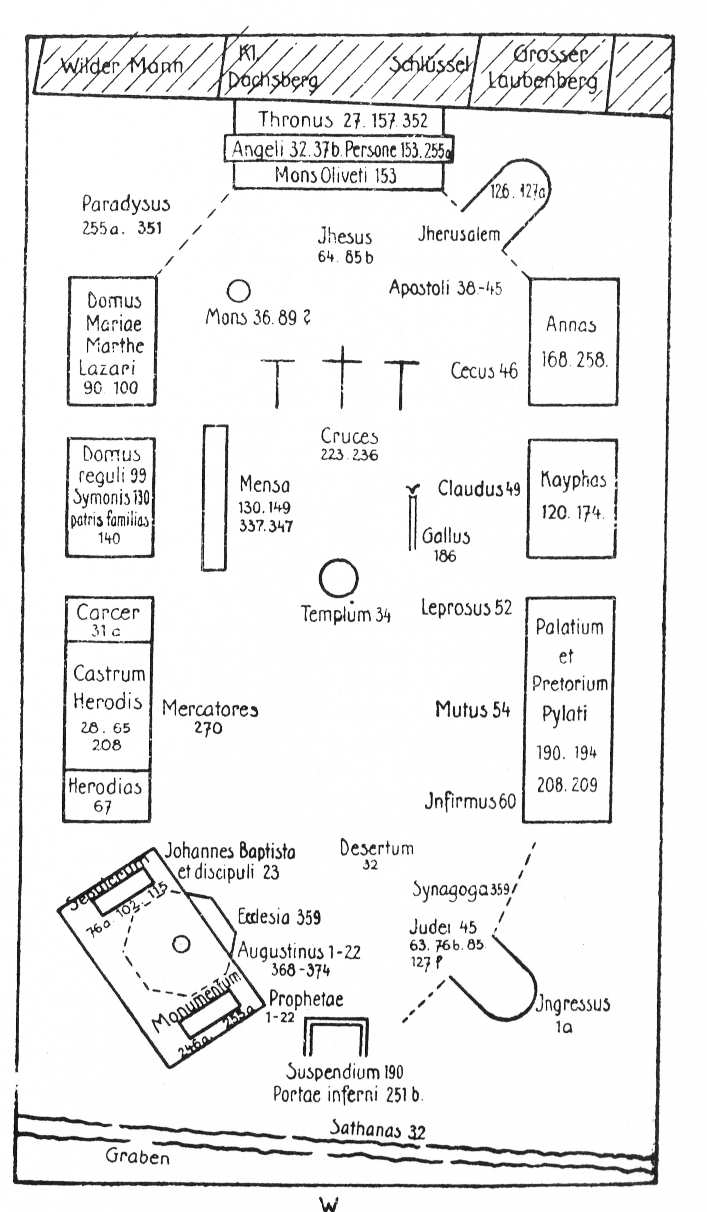
J. Petersen: Frankfurter Passionsspiel um 1450

Petersens Lehr- und Forschungsschwerpunkte waren die mittelhochdeutsche Sprache und Literatur sowie die deutsche Literatur vom 16. bis Ende des 19. Jahrhunderts. Renommee erwarb er sich als Herausgeber der Werke und Schriften Johann Wolfgang von Goethes, Friedrich Schillers und Friedrich Hölderlins, so etwa der Welt-Goethe-Ausgabe (1936–1940; angelegt auf 50 Bände, von denen allerdings nur 8 erschienen), der Großen Stuttgarter Ausgabe der Werke Hölderlins (1943–1985) und der Schiller-Nationalausgabe (erscheint seit 1943; von ihm selbst vorbereitet: Band 1, Gedichte 1796–1799).
Petersen plante ein großangelegtes Werk, in dem er eine allgemeine Übersicht und Systematik der Literaturwissenschaft erarbeiten wollte. Das auf zwei Bände angelegte Werk sollte den Titel Die Wissenschaft von der Dichtung tragen, mit einer Unterteilung des ersten Bandes Werk und Dichter in zwei Bücher, und des zweiten Bandes Dichtung in Raum und Zeit in drei Bücher. Der erste Band erschien 1939 in Berlin. Eine zweite aus dem Nachlass im Einzelnen ergänzte und korrigierte Auflage, die zudem um eine Einleitung zum zweiten Band erweitert war, erschien 1944 herausgegeben von Erich Trunz.

## Ehrungen
- 1932: Goethe-Medaille für Kunst und Wissenschaft
- 1932: Ehrendoktor der Universiteit van Amsterdam
- 1932: Goethe-Plakette des Freien Deutschen Hochstifts
- 1939: Ehrendoktor der Universität Sofia

## Schriften
- Das deutsche Nationaltheater. Fünf Vorträge, gehalten im Februar und März 1917 im Freien Deutschen Hochstift zu Frankfurt am Main. Leipzig, Berlin 1919 (= Ergänzungsheft zur Zeitschrift für den deutschen Unterricht).
- Die Wesensbestimmung der deutschen Romantik. Eine Einführung in die moderne Literaturwissenschaft. Leipzig 1926.
- Goethes Faust auf der deutschen Bühne. Eine Jahrhundertbetrachtung. Leipzig 1929.
- Die literarischen Generationen. Berlin 1930.
- Aus der Goethezeit. Gesammelte Aufsätze zur Literatur des klassischen Zeitalters. Leipzig 1932.
- Die Sehnsucht nach dem Dritten Reich in deutscher Sage und Dichtung. Stuttgart 1934.
- Die Wissenschaft von der Dichtung. System und Methodenlehre der Literaturwissenschaft. Bd. 1. Berlin 1939.
- Geschichtsdrama und nationaler Mythos. Grenzfragen zur Gegenwartsform des Dramas. Stuttgart 1940.
- Drei Goethe-Reden. Leipzig 1942.
- Die Wissenschaft von der Dichtung. System und Methodenlehre der Literaturwissenschaft. 2. Auflage. Bd. 1. mit Korrekturen und Ergänzungen und Einleitung zu Bd. 2. Bearbeitet und herausgegeben von Erich Trunz. Berlin 1944.

## Herausgeber
- Deutsche Litteraturzeitung (1924–1941)
- mit Hermann Pongs: Euphorion (ab 1934 unter dem Titel Dichtung und Volkstum; 1928–1938)
- mit Georg Minde-Pouet: Jahrbuch der Kleist-Gesellschaft (1921–1930, 1933–1938)
- Das Literatur-Archiv. Veröffentlichungen der Literaturarchiv-Gesellschaft in Berlin (1911–1937)
- mit Alois Brandl: Palaestra. Untersuchungen und Texte aus der deutschen und englischen Philologie (1922–1941)
- mit Friedrich Panzer: Deutsche Forschungen (1921–1940)
- Theatergeschichtliche Forschungen (1926–1942)